# Agarawu Tunde
Agarawu Tunde, né le 28 août 1969, est un joueur nigérian de badminton.

## Carrière
Il est médaillé d'or en simple hommes et en double hommes avec Danjuma Fatauchi lors des Championnats d'Afrique de badminton 1996.